# Georg Hermann Quincke
Georg Hermann Quincke (Frankfurt an der Oder, 19 de novembro de 1834 — Heidelberg, 13 de janeiro de 1924) foi um físico alemão. Participou do Congresso de Karlsruhe de 1860.

## Biografia
Nascido em Frankfurt-on-Oder, Quincke era filho do proeminente médico Geheimer Medicinal-Rath Hermann Quincke e irmão mais velho do médico Heinrich Quincke.
Quincke recebeu seu Ph. D. em 1858 em Berlim, tendo estudado anteriormente também em Königsberg e em Heidelberg. Tornou-se privatdozent em Berlim em 1859, professor em Berlim em 1865, professor em Würzburg em 1872, e em 1875 foi chamado para ser professor de física em Heidelberg, onde permaneceu até sua aposentadoria em 1907. 
Em setembro de 1860, Quincke foi um dos participantes do Congresso de Karlsruhe, a primeira conferência internacional de química em todo o mundo. Ele e Adolf von Baeyer representaram a Universidade de Berlim no Congresso.
Quincke também fez um importante trabalho no estudo experimental da reflexão da luz, especialmente a partir de superfícies metálicas, e realizou pesquisas prolongadas sobre a influência das forças elétricas sobre as constantes de diferentes formas de matéria, modificando a hipótese de dissociação de Clausius.
O "tubo de interferência de Quincke" é um aparelho usado para demonstrar fenômenos de interferência de ondas sonoras.
Quincke foi eleito membro honorário da Royal Society de Londres. Em 1885 publicou Geschichte des physikalischen Instituts der Universität Heidelberg.
Quincke morreu em Heidelberg aos 89 anos. Acredita-se que Quincke foi o último participante vivo do Congresso de Karlsruhe.